# Siegfried Becher
Siegfried Becher (* 28. Februar 1806 in Plan, Böhmen; † 4. März 1873 in Wien) war ein Statistiker und Nationalökonom.

## Leben
Siegfried Becher studierte in Prag und Wien, trat hier 1831 in Staatsdienste, ward 1835 Professor am polytechnischen Institut und daneben bei der Tabaks- und Stempeldirektion, dann bei der obersten Postverwaltung beschäftigt. Er begründete seinen literarischen Ruf durch das Werk Das österreichische Münzwesen von 1524 bis 1838 in historischer, statistischer und legislativer Hinsicht (Wien 1838, 2 Bde.); ihm folgten: Statistische Übersicht des Handels der österreichischen Monarchie mit dem Ausland während der Jahre 1829-38 (Stuttg. 1841); Statistische Übersicht der Bevölkerung der österreichischen Monarchie nach den Ergebnissen der Jahre 1834-40 (das. 1841); Beiträge zur österreichischen Handels- und Zollstatistik auf Grundlage der offiziellen Ausweise von 1831 bis 1842 (das. 1844); Ergebnisse des Handels- und Zolleinkommens der österreichischen Monarchie von den Jahren 1819-43 (Wien 1846). Vom Handelsminister Doblhof im Mai 1848 zum Generalsekretär, im September des Jahres zum Ministerialrat befördert, besorgte Becher während der Revolutionsstürme in Abwesenheit eines Handelsministers die laufenden Geschäfte bis zur Ernennung Brucks im Dezember. Im März 1849 unternahm er im Auftrag der Regierung eine Reise durch Deutschland und Belgien, als deren Frucht Die deutschen Zoll- und Handelsverhältnisse zur Anbahnung der österreichisch-deutschen Zoll- und Handelseinigung (Leipzig 1850) erschien. Außerdem veröffentlichte er noch: Die Organisation des Gewerbewesens (Wien 1851); Die Volkswirtschaft (das. 1853). Im Mai 1852 in Ruhestand versetzt, beteiligte er sich an größeren industriellen Unternehmungen.

## Digitalisierte Werke
- Allgemeine Weltgeschichte zum Gebrauche für die Jugend, Braunmüller und Seidel, Wien 1842 (Google Books)